# شيربيك
شيربيك (بالفرنسية: Schaerbeek)‏ هي بلدية في بلجيكا، ومدينة، تقع في بروكسل العاصمة، بلغ عدد سكانها 133,010  نسمة وذلك حسب إحصائيات سنة 2018، تبلغ مساحتها 8.14 كيلومتر مربع، رمزها البريدي هو 1030.

## الموقع
تشترك في الحدود مع:
- Evere [الإنجليزية]‏
- بروكسل
- Saint-Josse-ten-Noode [الإنجليزية]‏
- Woluwe-Saint-Lambert [الإنجليزية]‏
- إيتربيك.

## مدن توأم
المدن التوأم:
- هوفاليز
- بك أوغلي.

## أعلام
- غورغيت بيرغر
- إديث كافيل
- لويس دوبويس
- جاك بريل
- ليون فريديريك